# بکستر، شهرستان ماریون، ویرجینیای غربی
بکستر (به انگلیسی: Baxter) یک منطقهٔ مسکونی در ایالات متحده آمریکا است که در شهرستان ماریون، ویرجینیای غربی واقع شده‌است.